# Taeromys microbullatus
Taeromys microbullatus és una espècie de mamífer rosegador de la família dels múrids. És endèmica del sud-est de Sulawesi (Indonèsia), on viu a altituds d'entre 1.280 i 2.287 msnm. El seu hàbitat natural són els boscos montans. Es desconeix si hi ha cap amenaça significativa per a la supervivència d'aquesta espècie. El seu nom específic, microbullatus, significa ‘de bul·la petita’ en llatí.